# Herborner Mark
Die Herborner Mark (Herboremarca) war ein mittelalterliches Territorium auf dem Gebiet des heutigen Lahn-Dill-Kreises.

## Ursprünge
Die Herborner Mark, benannt nach ihrem Hauptort Herborn im heutigen Lahn-Dill-Kreis, bildete ursprünglich gemeinsam mit der benachbarten Haigerer Mark (Heigeromarca) den Haigergau, einen Untergau des Oberlahngaus, verselbständigte sich aber dann bis zum Anfang des 11. Jahrhunderts. Sie war während des karolingischen Reiches und während der Herrschaft der ottonischen und salischen Könige und Kaiser, ebenso wie die Haigerer Mark, Königsgut. Sie ist erstmals am 28. April 1048 erwähnt, anlässlich der Weihe der dem Walpurgisstift in Weilburg geschenkten Kirche in Haiger und der Abgrenzung des dazugehörigen Kirchsprengels. Sie bestand aber bereits vor 914, denn die Grenzbeschreibung ist wörtlich aus einer Urkunde von 914 übernommen, als König Konrad I. die Haigerer Taufkirche (ecclesia baptismalis) dem von ihm am 28. November 912 gegründeten Walpurgisstift schenkte.

## Lage und Ausdehnung
Die Herborner Mark lag südwestlich der Haigerer Mark.  Sie umfasste den östlichen Teil des späteren Dillkreises und reichte etwa von Heiligenborn und Fleisbach im Südwesten über Herborn und Dillenburg bis nach Eiershausen, Hirzenhain, Wallenfels und  Frechenhausen im Nordosten.  Im Osten erstreckte sie sich bis beinahe nach Eisemroth und bis zur heutigen Kreisgrenze zwischen dem Lahn-Dill-Kreis und dem Landkreis Marburg-Biedenkopf.  Zentraler Ort war wohl die im 8./9. Jahrhundert im heutigen Herborner Stadtteil Burg erbaute weitläufige Burganlage, die aber schon früh aufgegeben und dem Verfall preisgegeben wurde; ihre Funktion als zentraler Ort der Mark ging an die Ende des 12. Jahrhunderts erbaute und 1251 erneuerte nassauische Burg in Herborn über.

## Herrschaftsverhältnisse

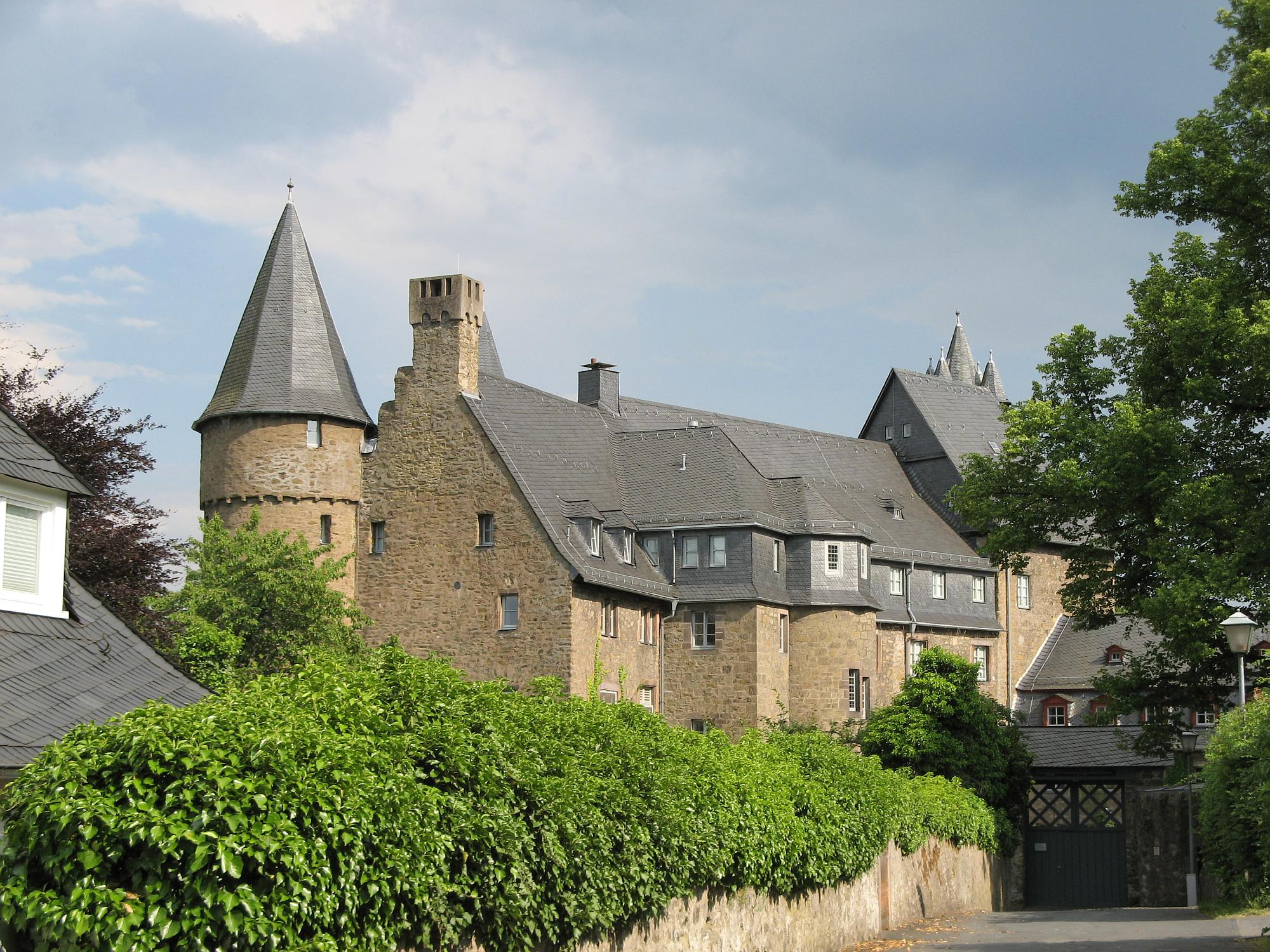
Schloss Herborn

Da die Mark zunächst Königsgut war, gab es keine Gaugrafen. Es gab jedoch örtliche Adelsgeschlechter, insbesondere die Herren von Dernbach auf der Burg Alt-Dernbach und die Herren von Bicken und von Bicken zu Hainchen, die sich beide im Laufe der Zeit grafenähnliche Rechte erarbeiteten, sowie die Herren von Monzenbach. Als Kaiser Heinrich II. und seine Frau Kunigunde um 1015 das Kanonissenstift Wetter gründeten, wurde der auf der nahen Burg Hollende sitzenden Giso I. als dessen Vogt und als Amtsgraf eingesetzt und mit königlichen Gütern im Umland belehnt.  Im Laufe der Zeit erwarben die Gisonen danach erheblichen Besitz und Vogteirechte in Mittelhessen, an der oberen Lahn und Eder und bis in den Westerwald, einschließlich der Herborner Mark. Nach dem Tode Gisos V. im Jahre 1137 erbten die Ludowinger Landgrafen von Thüringen deren Lehnsrechte über ein Gebiet vom Burgwald bis in den Westerwald, einschließlich der Herborner Mark. Sie gaben, wohl auf Drängen des Kaisers Friedrich II., Teile der hessisch-thüringischen Reichslehen – d. h. die Herborner Mark, die Kalenberger Zent (Beilstein, Mengerskirchen, Nenderoth) und das Gericht Heimau (Löhnberg) – als Afterlehen 1231 an den Grafen Heinrich den Reichen von Nassau. Er und seine Nachfolger errichteten zur Festigung ihrer Herrschaft in der Mark eigene Burgen in Herborn, Dillenburg (um 1240) und Tringenstein (1350/51).

## Kampf um die Vorherrschaft: Die Dernbacher Fehde
Als die Ludowinger mit Heinrich Raspe IV. im Mannesstamme 1247 ausstarben, kam es zu schwerem und langdauerndem Streit um die landesherrschaftlichen Rechte in der Herborner Mark zwischen den Nassauern und den als Erben und Nachfolger der Ludowinger in Hessen auftretenden Landgrafen von Hessen. Damit erhielt der schon seit 1230 schwelende Streit, die Dernbacher Fehde, der Nassauer mit den Herren von Dernbach und den mit ihnen verbündeten Herren von Bicken und von Bicken zu Hainchen neue Brisanz.  In dieser Fehde, die erst nach mehr als 100 Jahren im Jahre 1333 beendet wurde, suchten die Grafen von Nassau sich gegen die alteingesessenen Adelsgeschlechter in der Herborner Mark durchzusetzen und deren Rechte (u. a. Bergrecht, Wildbann, Zollrecht) und Besitzungen (Wald und Erzgruben im Schelderwald) zu beschneiden bzw. wegzunehmen.  Die Nassauer wurden nun massiv von den Mainzer Erzbischöfen unterstützt, die das Ludowinger Erbe in Hessen als heimgefallenes Mainzer Lehen betrachteten und einziehen wollten. Sophie von Brabant, ihr Sohn Heinrich I. von Hessen und dessen Nachfolger Otto I. und Heinrich II. hingegen unterstützten den örtlichen Adel und suchten damit ihre eigenen lehensherrlichen Rechte gegen die Grafen von Nassau zu behaupten. Um ihren Machtanspruch in der Mark zu stärken, erwirkten die Nassauer bereits 1251 die Verleihung der Stadtrechte durch König Wilhelm an Herberin. Auch der Bau der nassauischen Burgen Herborn, Dillenburg und Tringenstein und der hessischen Burgen Wallenfels, Eisemroth und Hessenwalt erfolgte im Zusammenhang mit dieser erbitterten Fehde.
Die Kämpfe flammten immer wieder auf, auch unter den Söhnen und Enkeln der ursprünglichen Kontrahenten.  Auch ein im Jahre 1312 geschlossener Vergleich brachte keinen dauerhaften Frieden. Allerdings gelang es Heinrich III. von Nassau-Dillenburg und seinem Bruder Johann während der nun folgenden vergleichsweise friedlichen Phase von 1313 bis 1325, durch Kauf weitere Besitzrechte in der Herborner Mark und im Gericht Ebersbach sowie die Burg Hainchen zu erwerben und die Nassauer Stellung dadurch weiter zu festigen.
Im Jahre 1325 brach die Fehde erneut mit großer Härte aus. Unter anderem soll in dieser Zeit die hölzerne Burg der Nassauer bei Dillenburg niedergebrannt worden sein. Vermutlich im gleichen Jahr zerstörte Heinrich III. von Nassau die Burg Dernbach bei Seelbach (Herborn), den Stammsitz der Dernbacher, die seit 1309 im Besitz der Landgrafen von Hessen war. Die erst nach 1324 erbaute hessische Burg Wallenfels ging unversehrt aus dieser Fehde hervor; Landgraf Heinrich II. belehnte nach dem Ende der Fehde 1334 die Nassauer Grafen mit dieser Burg, behielt sich jedoch das Öffnungsrecht vor.  Die etwa zeitgleich mit Wallenfels errichtete Burg Hessenwalt bei Roth, die strategisch günstig zu den verbliebenen Besitzungen der Herren von Bicken lag und zugleich den Breidenbacher Grund schützte, wurde schon 1327/28 von den Nassauern wieder zerstört.
Die Hessen verloren zwar 1327 die Schlacht bei Seibertshausen, gewannen aber am 10. August 1328 unter Landgraf Heinrich dem Eisernen die große und entscheidende Feldschlacht gegen ein vereintes mainzisch-nassauisches Heer bei Wetzlar, in der Johann von Nassau, Feldhauptmann der Verbündeten, fiel. Als dann einen Monat später Erzbischof Matthias von Mainz, der Hauptgegner des Landgrafen, verstarb, zeichnete sich ein Ende der Kämpfe ab.

### Ausgang des Streits

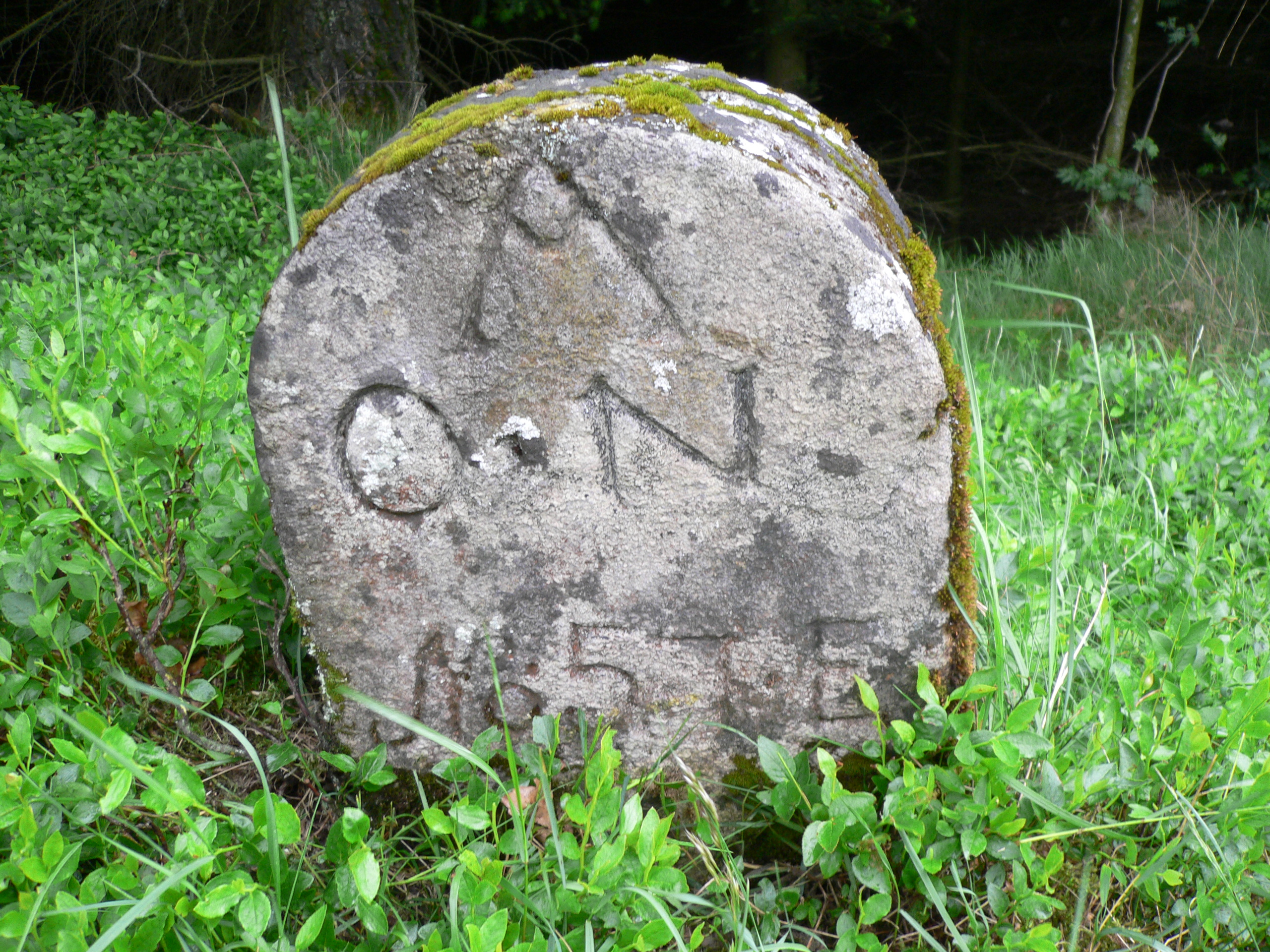
Grenzstein Westseite ON Oranien-Nassau

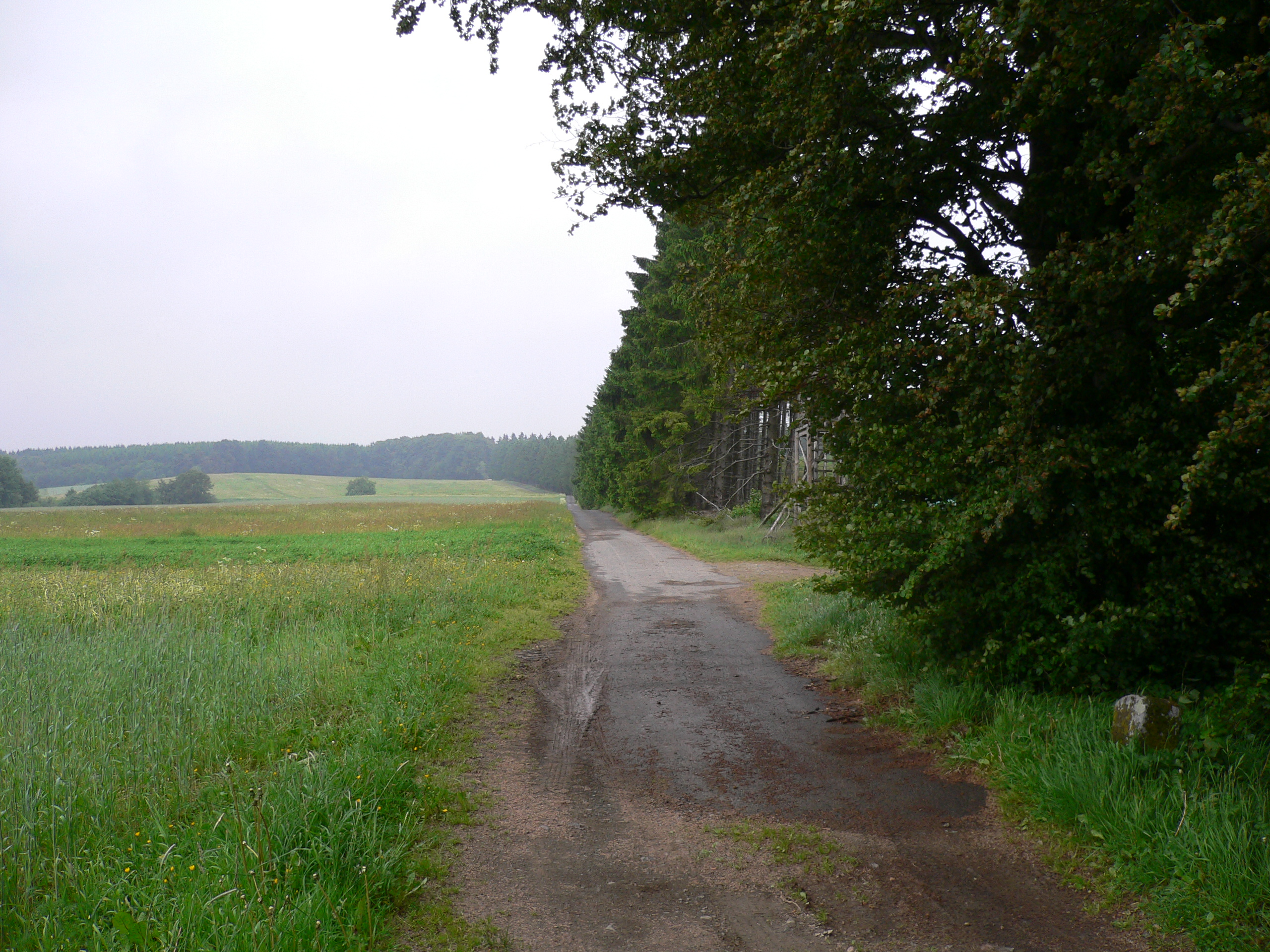
Ehem. Westgrenze, seit 1352, zwischen Hessen (rechts) u. Nassau (links), bis heute Kreis- u. Gemeindegrenze zwischen Siegbach-Wallenfels u. Bad Endbach-Schlierbach (rechts), Grenze verläuft am Waldrand, rechts am Bildrand alter Grenzstein

Für die Dernbacher war der Kampf mit der Zerstörung ihrer Stammburg (Burg Alt-Dernbach) 1326/27 verloren. Am 21. Mai 1333 verkauften sie an Heinrich III. von Nassau-Dillenburg sämtliche Rechte in der Stadt Herborn, der Herborner Mark, im Schelder Wald und in der Hörre, sowie weitere Rechte in kleineren Orten für den damals stolzen Preis von 4000 Mark. Sie behielten lediglich die kirchlichen Patronatsrechte und 13 Höfe in der Herborner Mark (in Dernbach, Stippach (Wüstung in der Gemarkung Sinn), Bicken, Merkenbach, Monzenbach und Offenbach). Sie verzogen und bauten bis 1350 mit Unterstützung des Landgrafen von Hessen und der Herren von Bicken ihre Burg Neu-Dernbach nördlich von Wommelshausen.
Am 21. Mai 1336 kam auch ein Vertrag zwischen den Herren von Bicken und dem Haus Nassau zustande, in dem die Herren von Bicken ihre Burg Hainchen mit dem Großteil des zugehörigen Besitzes (ausgenommen ihre Höfe und Gülten in Bicken und Herbornselbach und den dortigen Patronatsrechten) für 800 Mark an Graf Heinrich von Nassau verkauften. Das Gericht Ebersbach sollten sie, nachdem Graf Heinrich bewiesen habe, dass er die Lehnshoheit darüber von den Herren von Molsberg gekauft habe, von den Grafen von Nassau zu Lehen nehmen.
Mit dem Ende der Dernbacher Fehde kam die Herborner Mark als Reichslehen (Lehen) der Landgrafen von Hessen endgültig in den Besitz der Grafen von Nassau. Hessen sicherte die neue Westgrenze mit einer neuen Landheege (siehe Mittelhessische Landheegen) ab. Die Außenheege bildet bis heute die Kreisgrenze zwischen dem Lahn-Dill-Kreis und dem Landkreis Marburg-Biedenkopf.

## Zur Herborner Mark gehörige Orte
In der Grafschaft Nassau waren folgende Orte verwaltungsmäßig Teil der Herborner Mark:
- Herborn (Stadt und Burg)
- Amdorf
- Ballersbach
- Bicken
- Breitscheid
- Burg
- Dernbach (Burg)
- Donsbach (Ober- und Nieder-Donsbach)
- Erdbach
- Fleisbach
- Guntersdorf (Herborn)
- Heiligenborn
- Hirschberg
- Hörbach (Ober- und Niederhörbach)
- Medenbach
- Merkenbach
- Monzenbach (Hof)
- Ockersdorf (heute Uckersdorf)
- Offenbach
- Roth
- Schönbach
- Herborn-Selbach
- Sinn
- Stippach (Hof) [Wüstung in der Gemarkung Sinn]